# リッチモンド・ブリグハウス駅

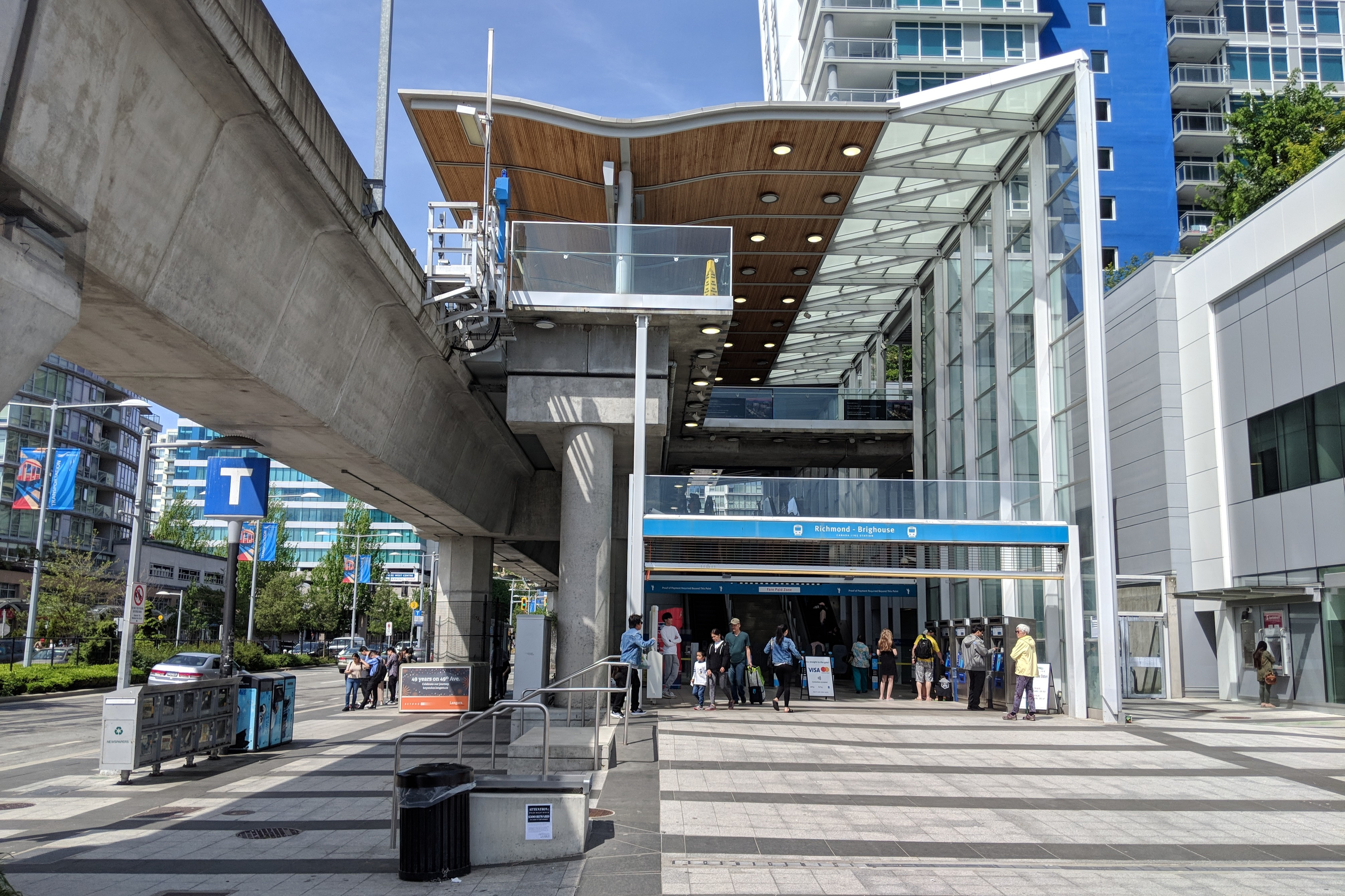
リッチモンド・ブリグハウス駅

リッチモンド・ブリグハウス駅（英: Richmond-Brighouse Station）は、カナダ・ブリティッシュコロンビア州・リッチモンドにある、スカイトレイン カナダ・ライン の駅である。カナダ・ラインの終点である。

## 歴史
- 2009年8月17日：カナダ・ラインの駅として開業[1]。
- 2016年1月 - ICカード「コンパスカード」の利用が可能となる[2]。

## 駅構造
| ホーム | 路線          | 行先                     |
| ------ | ------------- | ------------------------ |
| 上り   | ■カナダライン | ウォーターフロント駅方面 |

## 駅周辺
施設
- リッチモンドセンター
- リッチモンドセ病院
- 穣公園

バス路線

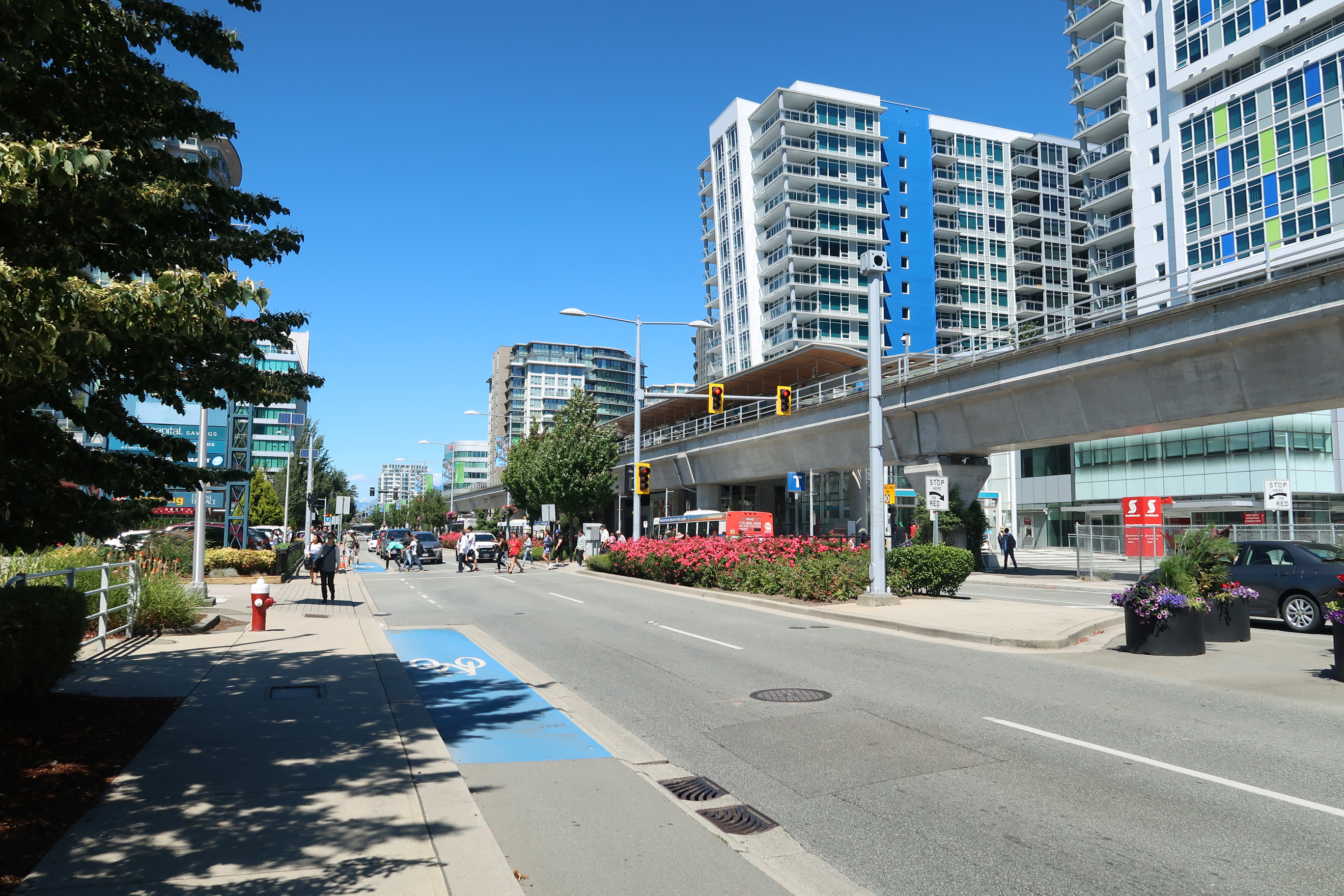
No.3道路

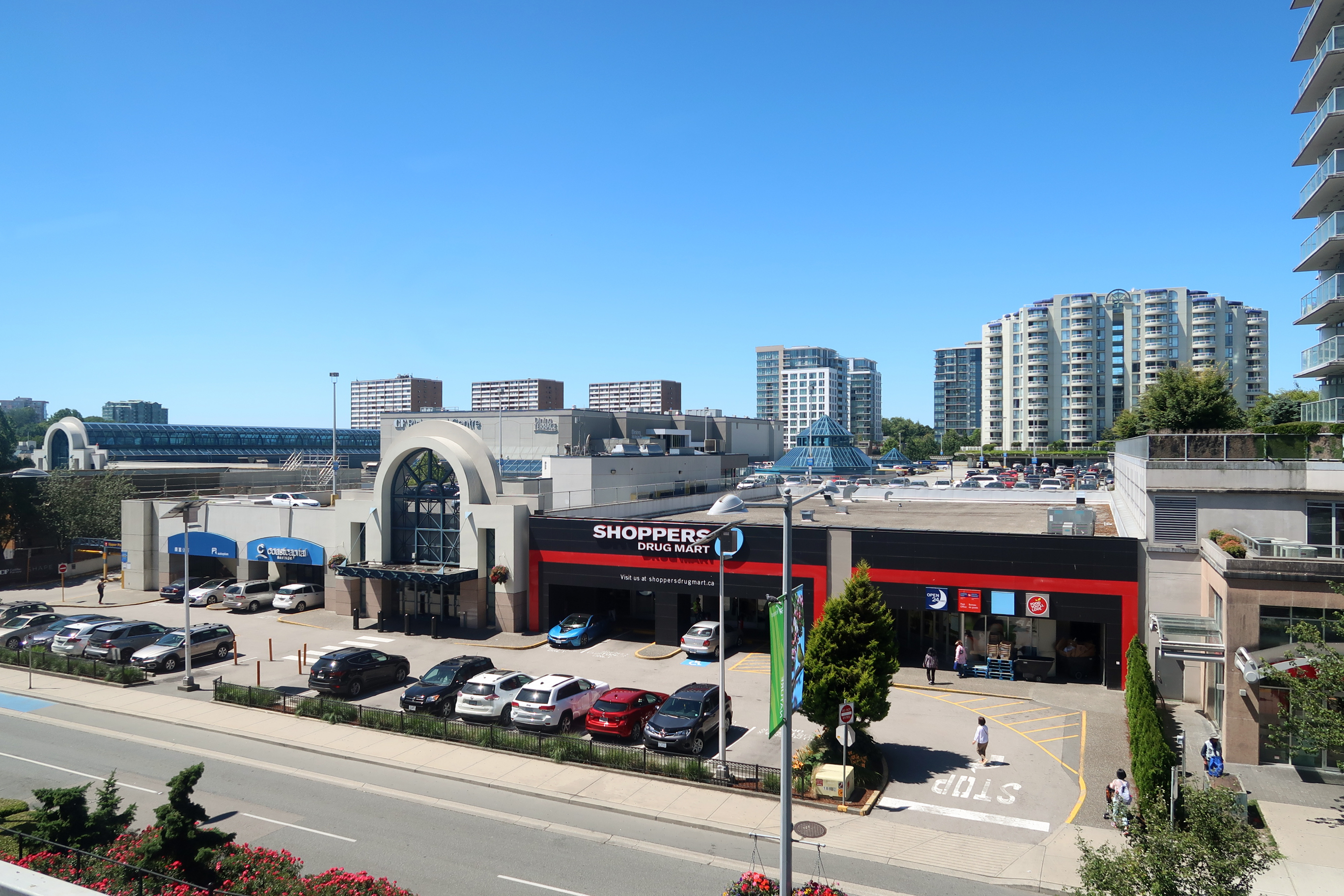
リッチモンドセンター

周囲はまさにリッチモンドの中心部で。リッチモンド・ブリグハウス駅は以下のように多くのバス路線が発着している。スカイトレインが運行しない深夜には夜行バスN10が運行している。
| ホーム | 路線 |
| ------ | --- |
| 1      | 416 系統 - 東カンビー (特) 430 系統 - メトロタウン駅 (特急) |
| 3      | 401 系統 - No.1道路 407 系統 - ギルバート 408 系統 - ブリグハウス駅 N10 系統 - ダウンタウン（夜行バス）                                                           |
| 4      | 403 系統 - ブリッジポート駅 405 系統 - カンビー 406 系統 - ブリグハウス駅 410 系統 - 22丁目駅 414 系統 - オリンピックオーバル                                     |
| 5      | 405 系統 - No.5道路 406 系統 - ステヴエストン 407 系統 - ブリッジポート 408 系統 - アイアンウッド 410 系統 - ブリグハウス駅 N10 系統 - ブリグハウス駅（夜行バス） |
| 6      | 301 系統 - ニュートン・エクスチェンジ (特急) |
| 7      | 402 系統 - No.2道路 403 系統 - No.3道路 404 系統 - No.4道路 406 系統 - ステヴエストン 410 系統 - ブリグハウス駅 N10 系統 - ブリグハウス駅（夜行バス）             |

## 隣の駅
■カナダライン・リッチモンド・ブリグハウス駅支線
ランズダウン駅 - リッチモンド・ブリグハウス駅